# Ett enda steg, som viker av
Ett enda steg, som viker av är en psalmtext för söndagsskolan som är skriven av Anna Ölander. Musiken är skriven av Philip Paul Bliss.

## Publicerad i
- Svensk söndagsskolsångbok (1908) som nummer 323 under rubriken "XXVII Nykterhetssånger"
- Svensk söndagsskolsångbok 1929 som nummer 287 under rubriken "XXV Nykterhetssånger"